# Scriptaphyosemion etzeli
Scriptaphyosemion etzeli es una especie de pez de agua dulce de la familia de los notobranquíidos en el orden de los ciprinodontiformes.

## Morfología
Los machos pueden alcanzar los 4,5 cm de longitud total.

## Distribución geográfica
Se encuentran en ríos de África: Sierra Leona.